# Xã Forest, Quận Genesee, Michigan
Xã Forest (tiếng Anh: Forest Township) là một xã thuộc quận Genesee, tiểu bang Michigan, Hoa Kỳ. Năm 2010, dân số của xã này là 4.702 người.